# Uefa/Caf Meridian Cup
UEFA/CAF Meridian Cup var en fotbollsturnering arrangerad gemensamt av UEFA och CAF för ungdomslag. Från början handlade det om landslag, vilket 2007 ändrades till en allstar-match mellan Europa och Afrika.

## Vinnare
| År   | Värdland  | Final         | Final       | Final         | Final        | Bronsmatch   | Bronsmatch       | Bronsmatch   |
| År   | Värdland  | Vinnare       | Resultat    | Resultat      | Tvåa         | Trea         | Resultat         | Fyra         |
| ---- | --------- | ------------- | ----------- | ------------- | ------------ | ------------ | ---------------- | ------------ |
| 1997 | Portugal  | Nigeria U18   | 3 – 2       | 3 – 2         | Spanien U18  | Portugal U18 | 2 – 1 (e.f.)     | Grekland U18 |
| 1999 | Sydafrika | Spanien U18   | 2 – 1       | 2 – 1         | Ghana U18    | Portugal U18 | 0 – 0 (3–1 str.) | Egypten U18  |
| 2001 | Italien   | Spanien U18   |             |               | Italien U18  | Portugal U18 |                  | Tjeckien U18 |
| 2003 | Egypten   | Spanien U18   | Schweiz U18 | Frankrike U18 | England U18  |              |                  |              |
| 2005 | Turkiet   | Frankrike U18 | Spanien U18 | Turkiet U18   | Portugal U18 |              |                  |              |
| 2007 | Spanien   | Uefa U18      | 6–1         | 4–0           | Caf U18      |              |                  |              |

### Fotnoter
1. ↑  ”Media accreditation for the 6th UEFA-CAF Meridian Cup in Barcelona” (på engelska). UEFA. 12 februari 2007. http://www.uefa.com/insideuefa/mediaservices/mediareleases/newsid=943310.html. Läst 27 september 2017.